# 寺島直人
寺島 直人（てらしま なおと、1987年2月13日 - ）は、セパレートスノーボード「セパレートスノーボードnico」の日本第一人者として活躍する、メーカー契約ライダーである。セパレートスノーボードの他にも、スノーボードのソールにLEDを搭載した光るスノーボード「EXPARNA」のライダーとしても活動する。スノーボードの種目は、スロープスタイルを得意とする。

## 来歴
長野県上田市出身。10歳のときにスノーボードをはじめる。地元上田市の小中学校を卒業後、同市の高校へ進学し卒業している。
その後は、18歳より出身地である長野県の白馬村エリアを中心にスノーボードインストラクターとして活動。当時まだ少なかったパークやグラトリのレッスンプログラムを独自に考え、レッスンを行っていた。19歳で全日本選手権に出場。その後も各地で行われる大会へ精力的に出場する。
2008年にニュージーランドにて右手首を粉砕する大怪我をし、2度の手術を行う。懸命にリハビリをしたが完治せず、選手としての活動を断念。
その後は日本各地で練習会イベントやレッスンキャンプなどのスノーボード普及活動を主に行う。
2012年からは、プロセパレートスノーボーダーとしても活躍の場を広げている。セパレートスノーボードの普及に尽力し、毎年日本各地で練習会イベント「niconicoDays」を開催する。
2020年にプロセパレートスノーボーダーの有志を集め、日本セパレートスノーボード協会を発足する。
2021年に、パークプロデューサー近藤誠誠からの依頼により、長野県の白馬五竜スキー場にスノーパーク「GORYU PARK」の運営に携わる。
2023年に複数のウィンター事業を統括すべく合同会社FORRIDEを設立し、代表に就任。現在もスノーボードの開発・販売・ライダー育成、スノーパークの管理運営、イベント、商品プロデュースなど様々な活動を実施指定。

## メディア出演
- テレビ
  - チャージ730!- 2016年2月5日 テレビ東京
  - 朝生ワイド す・またん!- 2016年1月26日 よみうりテレビ
  - めざましテレビ- 2016年1月27日 フジテレビ
  - 超B級!面白スポーツ大百科 - 2015年6月30日 NHK BS1
  - シューイチ（日本テレビ）
- ラジオ
  - SMILE ON SUNDAY- 2015年12月6日 FM J-WAVE
  - The BOON -2016年2月10日 FM YOKOHAMA
- WEB
  - オリコンスタイル
  - arrows life